# (11946) Bayle
(11946) Bayle (1993 PB7) – planetoida z grupy pasa głównego asteroid okrążająca Słońce w ciągu 5,61 lat w średniej odległości 3,16 j.a. Odkryta 15 sierpnia 1993 roku.